# فيديريكو ماتزاراني
فيديريكو ماتزاراني (بالإيطالية: Federico Mazzarani) هو لاعب كرة قدم إيطالي في مركز الدفاع، ولد في 1 يوليو 2000 في روما في إيطاليا.

## وصلات خارجية
- فيديريكو ماتزاراني على موقع قاعدة بيانات كرة القدم.إي يو (الإنجليزية)
- فيديريكو ماتزاراني على موقع Soccerway.com (الإنجليزية)
- فيديريكو ماتزاراني على موقع عالم كرة القدم.نت (الإنجليزية)